# کتولید

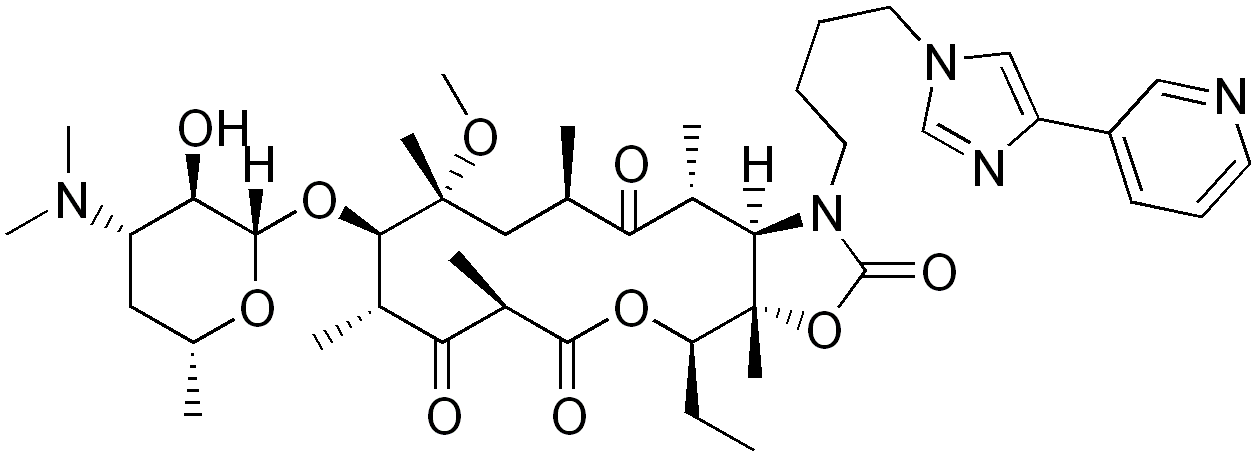
تلیترومایسین

کتولیدها(به انگلیسی: Ketolide) دسته ای از آنتی‌بیوتیک‌های متعلق به گروه ماکرولید هستند. کتولیدها استخلافی از اریترومایسین هستند که در آن قند کلادینوز با گروه کتو جایگزین شده است و به حلقه لاکتون آن یک گروه کاربامات حلقوی متصل شده است. این اصلاحات باعث می‌شود کتولیدها گستره اثر بخشی بسیار وسیع تری نسبت به سایر ماکرولیدها داشته باشند. علاوه بر این، کتولیدها در برابر باکتری‌های مقاوم در برابر ماکرولید مؤثر هستند.
تنها کتولید موجود در بازار در حال حاضر تلیترومایسین است که تحت نام تجاری Ketek به فروش می‌رسد. سایر کتولیدهای در حال توسعه شامل سترومایسین و سولیترومایسین هستند . 